# Kriukai
Kriukai är en ort i Litauen. Den ligger i den norra delen av landet, 200 km nordväst om huvudstaden Vilnius. Kriukai ligger 43 meter över havet och antalet invånare är 602.
Terrängen runt Kriukai är mycket platt. Runt Kriukai är det ganska glesbefolkat, med 26 invånare per kvadratkilometer. Närmaste större samhälle är Joniškis, 14,2 km sydväst om Kriukai. Trakten runt Kriukai består till största delen av jordbruksmark.